# La Oroya
La Oroya est une ville du Pérou de 33 000 habitants[réf. nécessaire], sur la rivière Mantaro.  Capitale de la province de Yauli, elle est située dans l'Altiplano, 176 km à l'est-nord-est de la capitale Lima.
L'industrie de fonderie métallique font de La Oroya  l'une des villes les plus polluées au monde, le classement 2007 du Blacksmith Institute la classant seconde.

## Histoire
La colonisation de la région de La Oroya débute 10000 ans av. J.-C. En 1533, les espagnols y établissent une petite localité et créent de petites exploitations minières à proximité grâce à la présence de métaux précieux. L'isolation de la région et les difficultés de transport pour s'y rendre limitent fortement l'extraction minière. Durant la guerre d'indépendance du Pérou, la position stratégique de la région la met au centre de l'activité de la guérilla. Une bataille décisive de la guerre, la bataille de Junin se déroule à proximité. Simón Bolívar traverse la ville après la bataille. En 1861, la localité est baptisée San Jeronímo de Callapampa avant d'être renommée La Oroya en 1893. En 1925, La Oroya est désignée capitale de la province de Yauli et en 1942, elle obtient son statut de cité.
L'exploitation minière se développe réellement lorsque les travaux de construction de la ligne de chemin de fer Ferrovías Central entre La Oroya et Lima se terminent en 1893. Cette ligne, conçue par l'ingénieur polonais Ernest Malinowski, franchit le col El Ticlio à une altitude de 4 781 mètres. Elle restera la plus haute ligne de chemin de fer traditionnel jusqu'à la construction de la ligne ferroviaire Qing-Zang.
La fonderie, actuellement le principal employeur de la ville, est créée en 1922 par l'American Cerro de Pasco Corporation. En 1974, la société est nationalisée et est rattachée au sein de l'entreprise publique Empresa Minera del Centro del Peru S A, aussi connue sous le nom de Centromin.  
En 1993, le gouvernement péruvien décide de privatiser Centromin. En 1997, 99,97 % de la fonderie est acquise par Doe Run Peru, pour environ 247 millions de dollars américains. Doe Run Peru achète également la mine de cuivre Cobriza pour 7,5 millions de dollars pour alimenter sa fonderie.

### Fonderie
La fonderie du cuivre est la première à voir le jour en 1922. La fonderie du plomb est mise en activité en 1928 et la raffinerie de zinc en 1952. La capacité nominale annuelle de production est de 70000 tonnes de cuivre, 122000 tonnes de plomb et 45000 tonnes de zinc. Pour des questions de limites d'émissions de gaz, les capacités nominales ne sont pas atteintes.
Les minerais en provenance des mines de la région sont composés d'impuretés métalliques qui ne peuvent pas être séparés par les procédés de séparation par flottation. Néanmoins, les métallurgistes sont parvenus à développer des méthodes qui permettent à l'usine de produire de l'or, de l'argent, de l'antimoine, du trioxyde d'arsenic, du bismuth, du cadmium, de l'indium, du sélénium, du tellure, de l'acide sulfurique et de l'oléum. Ces améliorations ont également permis de réduire les émissions de rejets toxiques.
Avec le rachat de la fonderie, Doe Run hérite néanmoins d'une usine difficile à gérer et dont certaines parties sont obsolètes et mal entretenues. Les précédents propriétaires ont en effet peu investi dans la modernisation des installations et dans les opérations de traitement des déchets. À cause de la pollution récurrente causée par l'usine, les collines proches de la société se sont dénudées de toute végétation, les eaux des rivières sont polluées par des substances toxiques et la santé des habitants de la région pose un problème. Les habitants ont ainsi une concentration en plomb dans le sang trop élevée. L'eau de consommation est elle aussi polluée par le plomb. Les habitants souffrent de troubles pulmonaires. Une étude de 1999 pointe les niveaux élevés de pollution de l'air avec un taux d'arsenic 85 fois plus important que le seuil acceptable pour la santé. Le taux de cadmium est lui 41 fois supérieur au seuil et celui du plomb 13 fois.

## Pollution
Lors du rachat de la société, Doe Run s'engage à mettre en œuvre un programme (dénommé PAMA) visant à résoudre le problème de la pollution. Les mesures à mettre en œuvre sont la construction de nouvelles unités d'acide sulfurique, l'élimination des rejets gazeux de la cokerie, l'utilisation de gaz oxygénés dans l'unité à anode pour résidus, une station d'épuration des eaux pour la raffinerie de cuivre et de la fonderie, un système de recirculation des eaux de refroidissement de la fonderie, des améliorations techniques de la raffinerie d'argent, etc., Doe Run fut néanmoins tenu comme non responsable des pollutions antérieures à son achat.  
En 2004, la compagnie annonce qu'elle ne pourra pas atteindre les objectifs dans les délais fixés et demande un prolongement du délai fixé initialement à 2006. Cette demande fut finalement acceptée par les instances du Pérou le 29 mai 2006.  Le 5 février 2008, la compagnie annonce, via une étude indépendante, que les rivières proches ne sont plus polluées par les déversements de la fonderie. La pollution restante proviendrait d'autres activités liées à l'exploitation minière. La compagnie annonce également en 2008 une diminution de 60 % des émissions de particules, de 62 % de la concentration en plomb dans l'air, de 72 % pour le cadmium et de 81 % pour l'arsenic.
Malgré cela, les émissions en dioxyde de soufre atteignent des niveaux records en août 2008. Selon le Wall Street Journal, la nouvelle unité pour le traitement du plomb qui fonctionne à l'acide sulfurique devient opérationnel en octobre 2008 ce qui permet de réduire fortement les émissions en dioxyde de soufre. D'autres améliorations sont réalisées par la suite.
Malgré ces diminutions, les résultats attendus dans le programme initial ne sont pas atteintes par la société. Les résultats proviennent d'études réalisées par Doe Run mais n'ont pas été avalisées par des instituts officiels. Malgré des recettes qui dépasse 150 millions de dollars annuellement alors que les prix des métaux étaient au plus bas durant 4 mois, la société a demandé de l'aide au gouvernement péruvien pour être renflouée. Mais cette demande coïncide étonnamment avec une nouvelle demande de Doe Run visant à prolonger le délai (fixé à 2009) pour se conformer aux exigences du programme PAMA. 